# Enigma

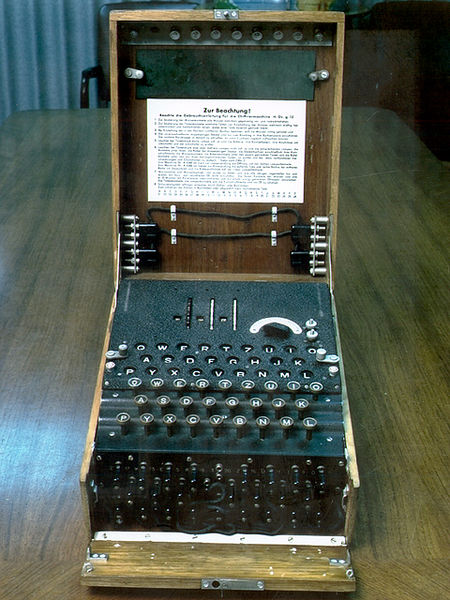
Přístroj Enigma (později označována jako Ultra), verze se třemi rotory pro německou armádu

Enigma byl přenosný šifrovací stroj (mechanismus) používající symetrickou šifru podobný psacímu stroji. Byl používán k šifrování a dešifrování tajných zpráv od počátku 20. let 20. století nejdříve v civilním sektoru, později i vojensky a vládami některých zemí (například Německo ve druhé světové válce). Kódoval 26 znaků abecedy, kdy po stisku písmene se rozsvítilo jiné písmeno. Kód závisel na počátečním nastavení stroje a zadáváním zprávy se průběžně měnil. Zadáním zakódovaného textu došlo k dekódování zprávy.
Šifrovací stroj již roku 1932 prolomili polští kryptoanalytikové (Marian Rejewski) za pomoci informací od Francouzů, které jim předal německý špion Hans-Thilo Schmidt. Po obsazení Polska Německem navázali na jejich práci pro nové stroje kryptoanalytikové britští pod vedením profesora Alana Turinga (po návštěvě Rejewského), kteří po větší dobu druhé světové války úspěšně četli tajné depeše nepřítele. Pro mylný názor, že jím vytvořené šifry jsou nerozluštitelné, používaly tento stroj a jeho menší modifikace i některé vlády ještě v 50. letech 20. století.

## Popis

Zapojení Enigmy ukazující tok proudu. Znak 'A' je zakódován jako 'D'

Šifrování 2 písmen pomocí Enigmy: proud je veden do sestavy rotorů, přes reflektor a zpět znovu skrz rotory.
Pozn.: šedé čáry představují další možné elektrické okruhy uvnitř každého z rotorů, které jsou napevno zapojeny uvnitř rotorů.
Písmeno A se zakóduje jinak s každým následným stisknutím, poprvé na G, dále na C, atd. Je to proto, že pravý rotor se po stisku klávesy pootočí a signál je veden pokaždé jiným obvodem.

Tak jako ostatní na rotorech založené šifrovací stroje je Enigma kombinací elektrického a mechanického systému. Mechanický systém je složen z klávesnice, sady rotujících disků (rotory), jež jsou řazeny za sebou na jedné ose, a krokového mechanismu, který otáčí postupně jedním nebo několika rotory s každým stiskem klávesy.
Šifrování probíhá takto: po stisku klávesy se uzavře elektrický obvod. Proud prochází různými komponenty až se nakonec rozsvítí jedna z mnoha žárovek na panelu, čímž indikuje výsledné zašifrované písmeno. Například při šifrování zprávy ANX… operátor nejdříve stiskne A, rozsvítí se třeba Z, potom Z bude prvním písmenem zašifrovaného textu. Poté operátor stiskne N a stejným způsobem pokračuje.
Pro bližší vysvětlení použijeme schéma na levém obrázku. Pro zjednodušení jsou zobrazeny pouze 4 komponenty od každé. Ve skutečnosti na panelu je 26 kláves, zdířek, vedení a žárovek. Proud teče z baterie (1) přes stisknuté dvoucestné tlačítko (2) k rozvodné desce (3), která umožňuje přeskupit zapojení klávesnice, do pevného vstupního kola (4), dále přes tři (Wehrmacht Enigma) nebo čtyři (Kriegsmarine M4) rotory (5). Potom vstupuje do reflektoru (6), který jinou cestou vrací proud zpět do rotorů (5) a vstupního kola (4). Dále postupuje přes zástrčku 'S' (7), která je v našem případě propojená kabelem (8) do zástrčky 'D', a následně dalším dvoucestným spínačem k žárovce (9).

### Rotory
Rotory (nebo taky válce) jsou základem Enigmy.

### Reflektor
Reflektor je v Enigmě proto, aby se dala zpráva šifrovat nebo dešifrovat stejným nastavením. Funkčnost je podobná jako u rotoru kromě otáčení (nepohybuje se).

## Historie a vývoj
Na začátku dvacátých let 20. století byla Enigma vyráběna pro civilní trh. Později začala Enigmu užívat armáda, která na stroji udělala nejrůznější změny s ohledem na bezpečnost.

### Civilní Enigma

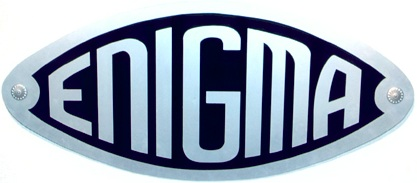
Enigma logotyp

23. února 1918 německý inženýr Arthur Scherbius si patentoval šifrovací stroj, který používal rotory. Následně s Richardem Ritterem založil firmu Scherbius & Ritter.
Nabízeli svůj stroj německému námořnictvu a ministerstvu zahraničí, ale nikdo o šifrovací stroj nejevil zájem. Patent tedy prodali firmě Gewerkschaft Securitas, která založila akciovou společnost Chiffriermaschinen AG.
V roce 1923 Chiffriermaschinen AG vystavila stroj Enigma model A na kongresu Světové poštovní unie. Stroj byl velmi objemný a těžký a navíc obsahoval psací stroj. Jeho rozměry byly 65×45×35 cm a vážil okolo 50 kg. Podobné konstrukce byl i model B. Oba modely se lišily od následujících nejen velikostí, ale i kryptograficky, protože neobsahovaly reflektor.
Model C byl menší a neobsahoval psací stroj. Místo něj se objevila písmena prosvětlená žárovkami, která četl operátor. Model C brzy vystřídal model D, který se hojně používal a od kterého se i posílaly vzorky do zahraničí (Švédska, Holandska, Anglie, Japonska, Itálie, Španělska, USA a Polska).

### Armádní Enigma

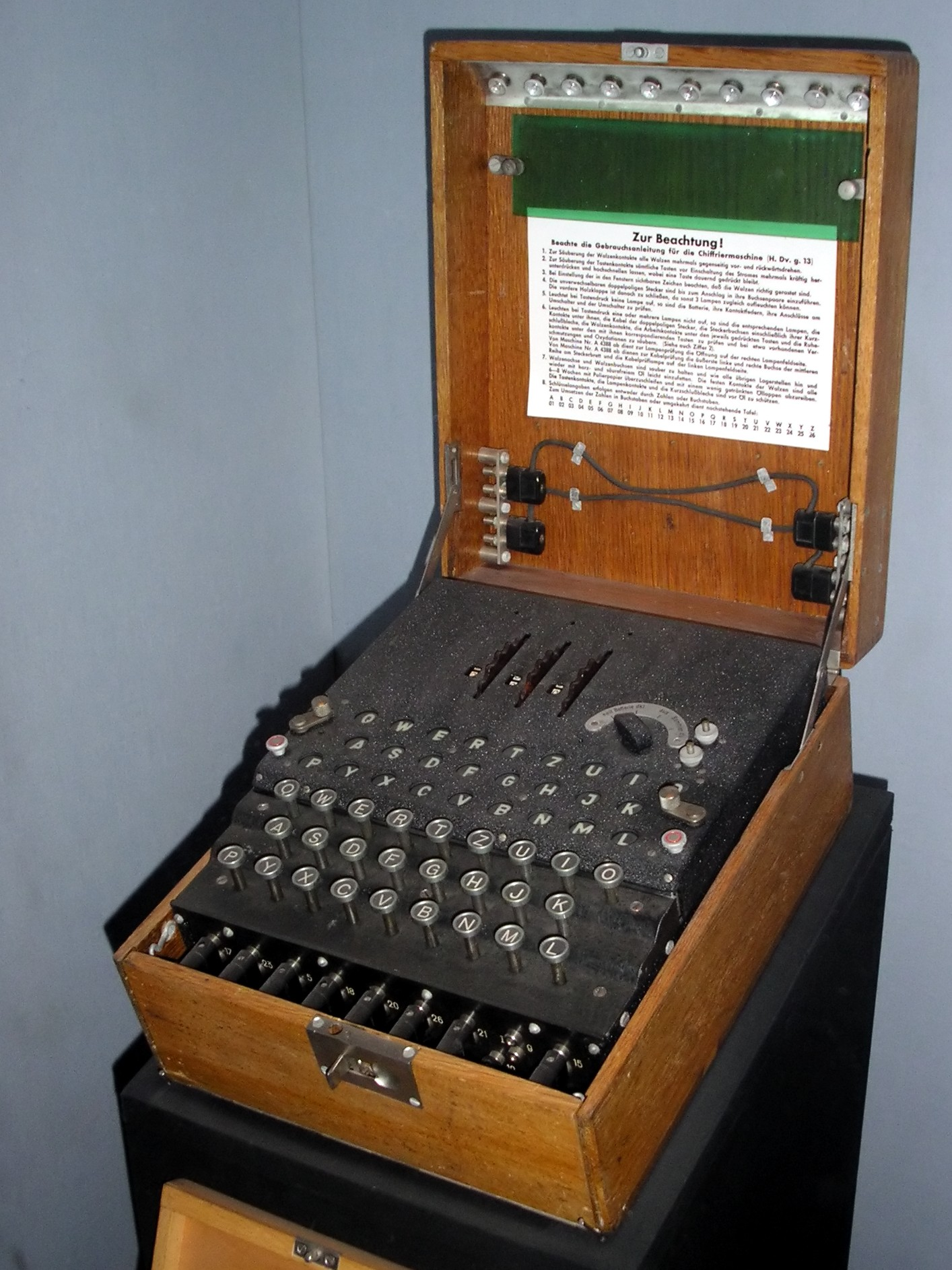
Armádní Enigma se třemi rotory z londýnského Imperial War Museum

První vojenskou verzi dostalo německé námořnictvo. Funkschlüssel C, jak byla tato nová verze pojmenována, šla do výroby v roce 1925 a v následujícím byla uvedena do služby. Měla klávesnici s 29 znaky (A-Z a Ä, Ö, Ü), které byly uspořádány abecedně. Rotory měly 28 kontaktů (písmeno X obcházelo šifrovací mechanizmus a zůstávalo nezakódováno). Stroj používal 3 rotory, které se vybíraly ze sady 5. Reflektor mohl být zasazen ve 4 možných pozicích.
Dne 15. června 1928 představila německá armáda svoji vlastní verzi Enigma G, která byla revidována v roce 1930 na Enigmu I., která je známa také jako verze Wehrmacht. Tato verze byla užívána nejen armádou, ale i dalšími vládními organizacemi, a to jak před, tak v průběhu druhé světové války. Hlavním rozdílem oproti komerční verzi bylo přidání rozvodné desky, která umožňovala prohození písmen na klávesnici, což zesílilo kryptografickou sílu stroje. Dále obsahovala pevný reflektor, a krokující vačky na rotorech byly přesunuty na nastavitelné prstence. V roce 1934 se dostala nová Enigma, označená jako Funkschlüssel M nebo M3, do námořnictva. Pro větší bezpečnost byla vybavena sadou 5 rotorů, z nichž se vybíraly libovolné 3.
V prosinci 1938 armáda přidala 2 rotory do sady, takže bylo možno vybírat celkem z 5. Během roku 1938 námořnictvo přidalo do sady další 2 rotory a další v roce 1939. Na výběr tedy námořnictvo mělo celkem 8 rotorů. V srpnu 1935 začalo Enigmu používat také letectvo. 1. února 1942 byla do námořnictva zavedena nová verze se 4 rotory, jež byla nasazena na ponorkách. Tato verze byla označována jako M4. Reflektor byl zúžen a do vzniklého prostoru mohl být umístěn čtvrtý úzký rotor.
Pro komunikaci na vyšší úrovní se používala také Enigma II s 8 rotory. Ve službě však nebyla dlouho, protože byla nespolehlivá a často se zasekávala.
Německá tajná služba Abwehr měla model Enigma G. Tato varianta byla vybavena 4 rotory s několika zuby na každém z nich. Kromě toho měla počitadlo, které se zvyšovalo s každým stiskem klávesy. Tento stroj měl přezdívku „počitadlo“ (Zählwerk).
Enigma nebyla dokonalá, zvlášť poté, co se jí zmocnili Západní Spojenci; umožňovala jim záhy dekódovat německé zprávy. To se ukázalo velmi výhodné především v bitvě o Atlantik, neboť německé ponorky komunikovaly za pomoci Enigmy a vlastně tak přímo sdělovaly britským radiovým odposlouchávačům klíčové informace potřebné pro to, aby byly dopadeny.

### Po válce
Počet vyrobených strojů se odhaduje na 100 000. Po konci druhé světové války spojenci prodali ukořistěné stroje do rozvojových zemí. Jelikož se Britům podařilo utajit, že jsou schopni šifry Enigmy luštit, byla používána ještě v 50. letech jak ona sama, tak její mírné modifikace, a to nejen v rozvojových zemích, ale například i v SSSR, což poskytlo britské špionáži velké výhody. Třicet přístrojů Britové v roce 1948 darovali také nově vzniklému Izraeli. Díky britsko-židovskému matematikovi z Turingova týmu, který po válce do Izraele přesídlil a jemuž bylo známo, že Britové dokáží šifru prolomit, však nebyly v armádě nikdy nasazeny.

## Prolomení šifry
V lednu 1929 přišla z Německa do Varšavy omylem těžká kovová bedna, která obsahovala Enigmu, a kterou Poláci tajně prozkoumali. Na konci 20. let 20. století otevřel profesor matematiky Zdzislaw Krygowski na pokyn polského Generálního štábu na Poznaňské univerzitě kurz kryptologie. Krygowski ze studentů vybral 20 nejschopnějších a ti se pak tajně snažili rozluštit německé šifry. Jejich osud připomíná Centrum šifer Enigmy v Poznani, které vystavuje přístroj z roku 1937, který používal německý wehrmacht i letectvo.
Pracovník šifrovacího oddělení německého ministerstva obrany Hans-Thilo Schmidt (krycí jméno „Asche“, tj. Popel) předal v listopadu 1931 francouzskému zpravodajci Rodolphe Stallmannovi (Lemoine, krycí jméno „Rex“) manuály k obsluze Enigmy, tehdy nejtajnějšího šifrovacího stroje používaného německou armádou. Francouzi v rámci výměny informací nabídli kopie spisů o Enigmě od Schmidta Londýnu a Varšavě, protože nepředpokládali, že by sami kódování mohli prolomit. Nadšení to v prosinci 1931 přineslo jen Polákům.
V roce 1932 se skupina přemístila do Varšavy, kde kryptoanalytik Marian Rejewski poprvé přečetl depeši zakódovanou Enigmou. Marian Rejewski, Henryk Zygalski a Jerzy Róžycki provedli matematickou analýzu šifry Enigmy a tomto základě zkonstruovali počítač Bomba, který se skládal ze šesti propojených kopií Enigmy. Bomba bylo zařízení, které bylo předchůdcem dnešních počítačů a dokázalo do tří hodin určit, jaké je počáteční nastavení rotorů Enigmy pro daný den. V lednu 1938 dokázali vyluštit tři čtvrtiny všech šifrovaných zpráv.
Německý Žid Richard Lewinski, který v Německu pracoval na Enigmě, utekl do Polska a v červnu 1939 to ohlásil major Harold Gibson z pražské filiálky do Londýna s tím, že za 10 000 liber a pomoc s vystěhováním rodiny do Paříže nakreslí z paměti a pomůže s výrobou repliky Enigmy. Protože si konstrukci pamatoval do posledního detailu a znal i nejnovější Fellgiebelovu verzi, Britové souhlasili. V Paříži Lewinski Enigmu nakreslil a pod dohledem Angličana Wilfreda Dunderdala Enigmu sestrojil. V květnu 1940 odvezli Britové Lewinskiho s manželkou do Londýna, dali jim nové doklady (právě na falešné jméno Richard Lewinski), byt a policejní ochranu. Ti však po několika dnech zmizeli a nikdo už je nenašel.
Když bylo jasné, že se schyluje k válce, pozvalo v červenci 1939 Polsko do tajného dešifrovacího střediska v Kampinoském pralese u Varšavy delegace z Velké Británie a Francie. Ředitel MI 6 Steward Menzies poslal do Polska, s nímž Britové výzvědně pracovali proti Sovětskému svazu, odborníky – známého kryptologa Alfreda Dilwyna Knoxe a vynikajícího matematika Alana Mathisona Turinga. Ti se tam dozvěděli, že polští kryptoanalytici už 7 let čtou německé zprávy zašifrované Enigmou, ale po posledním vylepšení v minulém roce už nemohou, protože mají nedostatek děrných štítků (to Francouze a Brity naštvalo, protože se o tajemství podělili až když byli v koncích). Dostali kopie německého šifrovacího přístroje. Patnáctičlenná skupina se přemístila do dešifrovacího střediska výzvědné služby v Château de Vignolles poblíž městečka Gretz-Armainvillers, což bylo čtyřicet kilometrů od Paříže a pokračovala v úspěšném luštění německých vojenských zpráv. Rejewski, Zygalski a Róžycki potom přes Francii emigrovali do Velké Británie. O přínosu polských kryptoanalytiků se začalo mluvit až 90. letech 20. století.
Těsně před vypuknutím druhé světové války v srpnu 1939 se britští specialisté přestěhovali do zámečku v Bletchley Parku ve vesnici 75 km severně od Londýna. Vedoucí komandér Denniston mohl povolávat odborníky z univerzit v Oxfordu a Cambridgi, ale třeba i šachisty. Francouzi nechtěli polské specialisty pustit do Anglie, a proto za nimi začátkem roku 1940 přijel Turing s několika kolegy, což přispělo k tomu, že Turing s Knoxem mohl v Bletchley Parku postavit prototyp elektronkového počítače, který nazval také Bomba a který byl spuštěn 17. března 1940. Knox vedl tým luštící italské zprávy z méně složité Enigmy. Od poloviny května, kdy zahájili Němci ofenzivu proti Francii, četli pracovníci GC&CS většinu telegramů Luftwaffe. Práci jim usnadňovaly ukořistěné Enigmy šifrovací knihy. Všechny šifry četli až za další tři roky.
Poláci byli ve Francii součástí týmu, který se pod vedením Bertranda po porážce Francie usídlil na zámku poblíž Nimes v jižní části země, která ještě nebyla obsazena, a předávali vyluštěné německé depeše v rámci projektu „Cadix“ tamním odbojářům. Před postupujícími Němci se Poláci pokusili uprchnout do Británie, ale byli na půl roku zadrženi ve Španělsku. Dva Poláci byli na hranicích Španělska zatčeni, ale nic neprozradili. Do Bletchley Parku Poláky nepustili, protože tam byli mnohem dál. Dostali za úkol rozbít komplikovanou šifru vojsk SS. Lemoine byl ve Francii v únoru 1943 zatčen a po mučení vyzradil Schmidta, který spáchal sebevraždu, takže Němci si neuvědomili jeho přínos k prolomení Enigmy.
Bertrand zůstal ve Francii a byl zatčen. Nabídl Němcům spolupráci, ale Enigmu neprozradil. Poté se mu podařilo i s manželkou uprchnout do Británie. V Británii posilovali luštící tým noví studenti, kteří přinášeli nové nápady na luštění Němci neustále vylepšované Enigmy. Ve čtvrtek 14. listopadu 1940 v 15 hodin odpoledne vyluštili zprávu o bombardování města Coventry, které se Winston Churchill v zájmu zachování tajemství o luštění zpráv rozhodl obětovat. Město bylo totálně rozbombardováno, takže Britové příště alespoň posilovali protileteckou obranu proti náletům. Dne 21. března Churchill varoval Kreml v Moskvě, že se chystá invaze, ale Enigmu neprozradil a Stalin mu neuvěřil. Britové se podělili o tajemství Enigmy s Američany, protože Japonci dostali Enigmu od Němců a mírně ji vylepšili. Moskva měla v letech 1942–1943 špióna v britském kryptoanalytickém oddělení – Johna Cairncrosse.
Denninston odešel v únoru 1942 do diplomatických služeb, nahradil ho Edward Travis. Knox trpěl rakovinou lymfatických žláz, zemřel 27. února 1943. Alan Turing se vrátil na Oxfordskou univerzitu, později pracoval v americkém Princetonu a nakonec v Manchesteru. V roce 1952 ho policie zatkla kvůli homosexualitě a aby se vyhnul vězení, souhlasil s hormonální léčbou. Dne 7. června 1954 ve Wimslow snědl jablko namočené v cyankáli a zemřel. Rodina se dočkala omluvy v roce 2009. O využívání vyluštěných zpráv mohl napsat až v roce 1974 námořní kapitán Frederick William Winterbotham v knize The Ultra Secret („Extrémní tajemství“; česky vyšlo jako Přísně tajné v roce 1981). O výzkumu kryptoanalýzy byly zveřejněny informace až později.
Rejewski se po válce vrátil do Polska, kde byl pod dohledem tajných služeb, ale neprozradil pro koho a na čem za války pracoval. Byl nenápadným úředníkem a teprve v důchodů sepsal paměti, které věnoval Institutu vojenských dějin a odhalil v nich svůj podíl na rozšifrování Enigmy. Nejmladší Róžycki zahynul před koncem války při námořním neštěstí ve Středozemním moři. Zygalski zůstal ve Velké Británii a přednášel tam matematiku.

## V kultuře

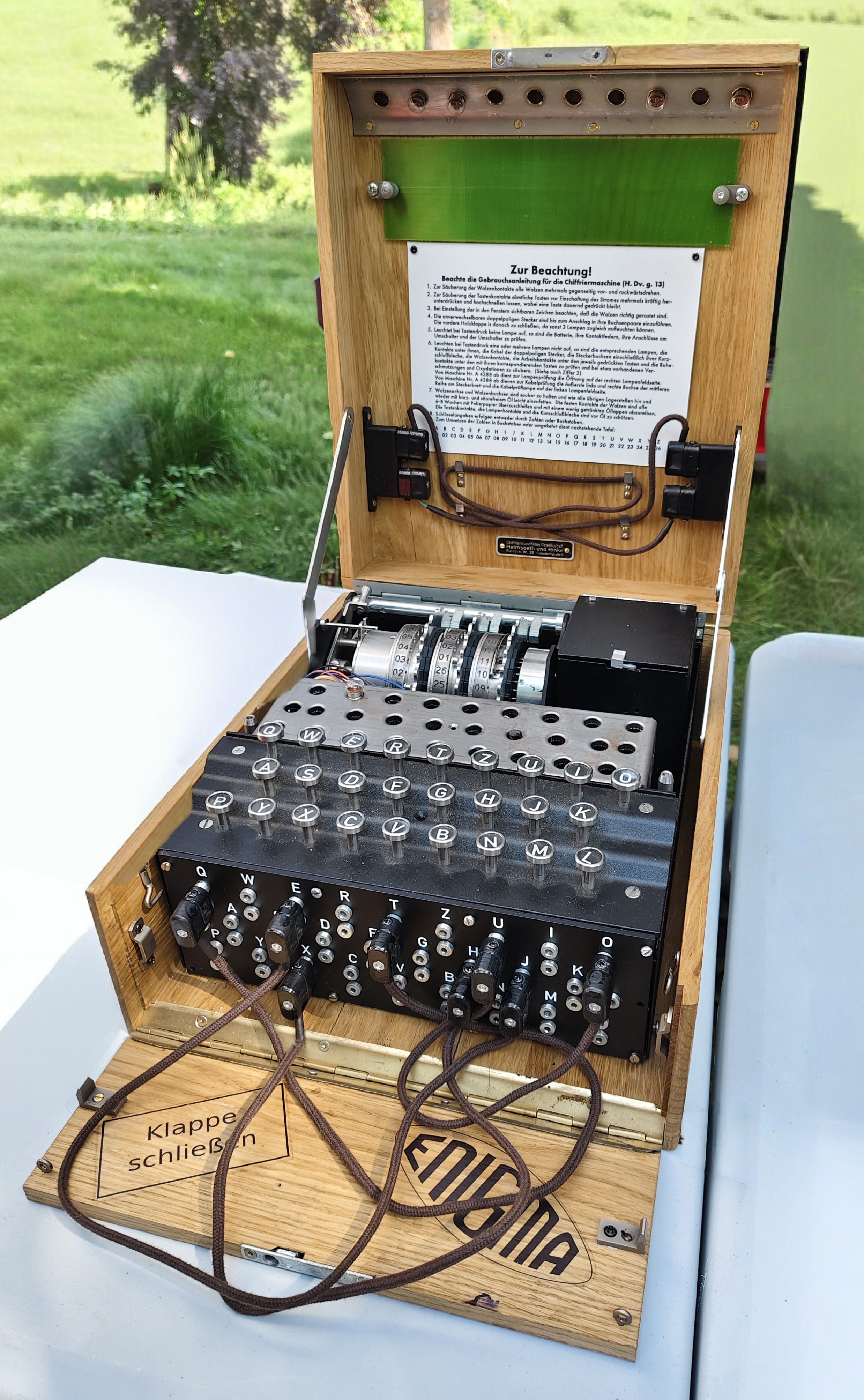
Replika (model) tříkotoučové Enigmy jak byla vystavena 24. května 2025 na akci Den Jana Kubiše (5. ročník) v Panenských Břežanech v Praze

- Film Ponorka U-571 natočený roku 2000 a pojednávající o speciální akci pro získání šifrovacího stroje Enigma z poškozené ponorky není založen na pravdě. Částečně je inspirován událostmi kolem zajetí ponorky U-110.
- Roku 2001 byl natočen film Enigma situovaný do britského Bletchley Parku, kde byla Enigma podrobena dešifraci.
- V roce 2014 byl natočen další film Kód Enigmy, který pojednává o britském matematikovi a kryptoanalytikovi Alanu Turingovi a jeho úspěšném pokusu prolomit německý šifrovací stroj Enigma.
- V roce 2024 byla v Česku vystavována zachovalá verze Enigmy získaná na konci druhé světové války po ustupující německé Luftwaffe ve slovenských Malackách.[6]